# Ichneumon tuberculipes
Ichneumon tuberculipes là một loài tò vò trong họ Ichneumonidae.